# Argentinomyia quimbaya
Argentinomyia quimbaya is een vliegensoort uit de familie van de zweefvliegen (Syrphidae). De wetenschappelijke naam van de soort werd voor het eerst geldig gepubliceerd in 2020 door Montoya en Wolff.